# Marcel Jérôme Rigollot
Marcel Jérôme Rigollot (* 30. September 1786 in Doullens; † 29. Dezember 1854 in Amiens) war ein französischer Arzt und Wissenschaftler.

## Leben
Nach dem Schulbesuch in Amiens studierte Rigollot ab 1803 Medizin in Paris, wo er neben dem Studium in einem Militärkrankenhaus assistierte. Im Anschluss an seine Promotion 1809 kehrte er nach Amiens zurück und praktizierte dort als Arzt. 1813 wurde Rigollot in die Grande Armée einberufen, wo er als Militärarzt Erster Klasse unter anderem in Görlitz, Waldheim und Dresden Dienst tat. Nachdem sich die französischen Truppen infolge der Völkerschlacht bei Leipzig zurückziehen mussten, wurde Rigollot in Mainz eingesetzt, wo zu dieser Zeit eine katastrophale Fleckfieberepidemie wütete. Anschließend kam er über militärärztliche Verwendungen in Metz, Château-Thierry und Meaux zurück nach Amiens.
In Amiens wurde er 1820 Direktor und Professor am örtlichen medizinischen Institut und Vizepräsident des örtlichen Gesundheitsrates. 1831 wurde er in den Rat von Amiens gewählt. Rigollot war ein Förderer von Kunst und Literatur in seiner Heimatstadt und war 1836 Mitgründer der Archäologischen Gesellschaft der Somme. Er konnte Napoleon III. von der Übertragung des Grundstücks überzeugen, auf dem später das Musée de Picardie errichtet wurde.
Rigollot war korrespondierendes Mitglied der Académie nationale de Médecine und Mitglied der Académie d’Arras. 1849 wurde er zum Ritter der Ehrenlegion ernannt.